# Virgin Galactic

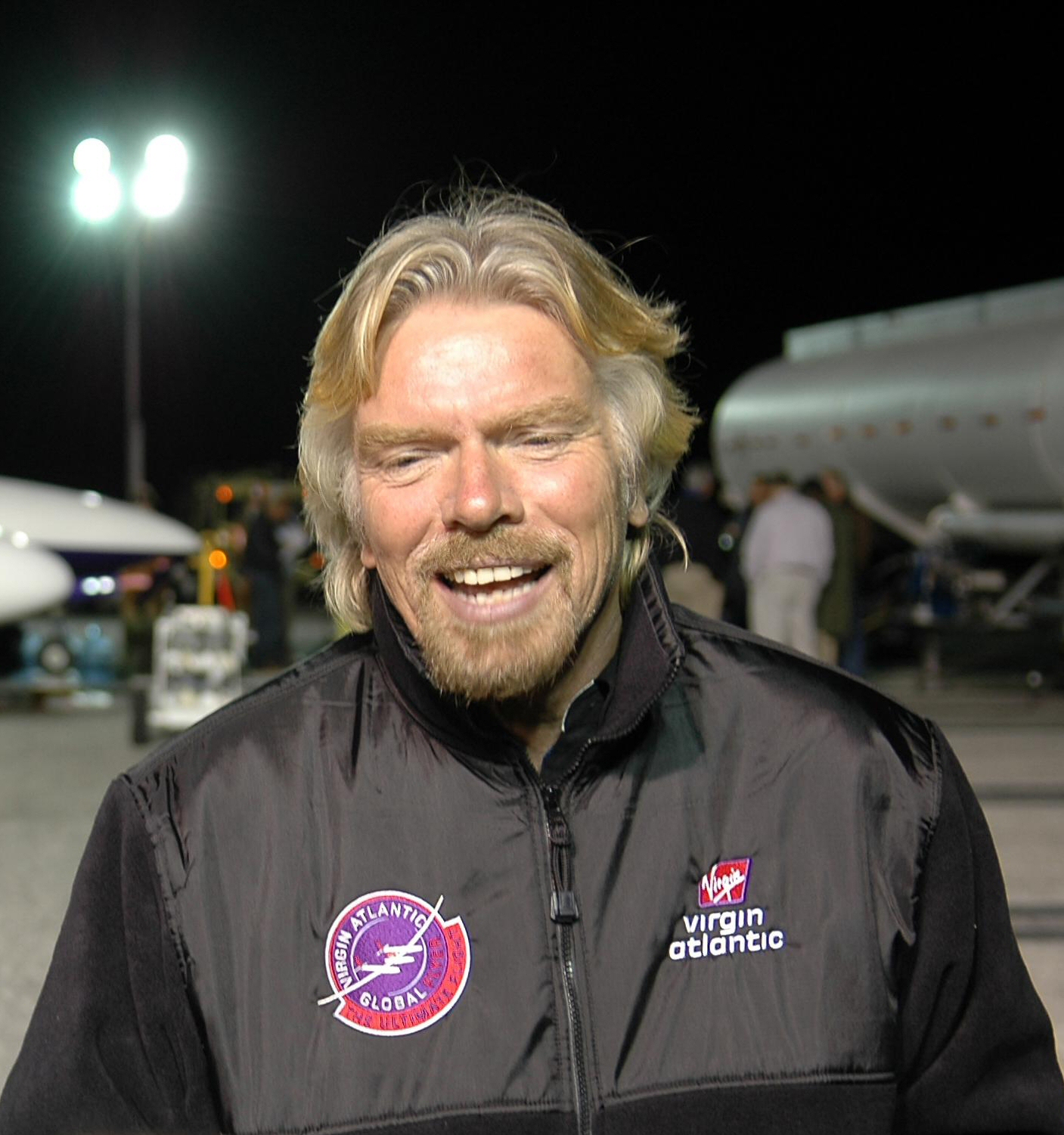
zakladatel Virgin Galactic Richard Branson

Virgin Galactic je soukromá společnost založená v roce 2004, která se věnuje prodeji a realizaci krátkých suborbitálních letů v rámci vesmírné turistiky. Jejími zakladateli jsou britský magnát, miliardář Richard Branson a konstruktér prvního soukromého raketoplánu SpaceShipOne Burt Rutan. Sídlo společnosti je v Novém Mexiku, kde bude také jeden z plánovaných „vesmírných přístavů“ (druhý má být vybudován u švédského města Kiruna, jehož poloha za polárním kruhem by měla umožnit pasažérům pozorování polárních září).

## Kosmické lodě

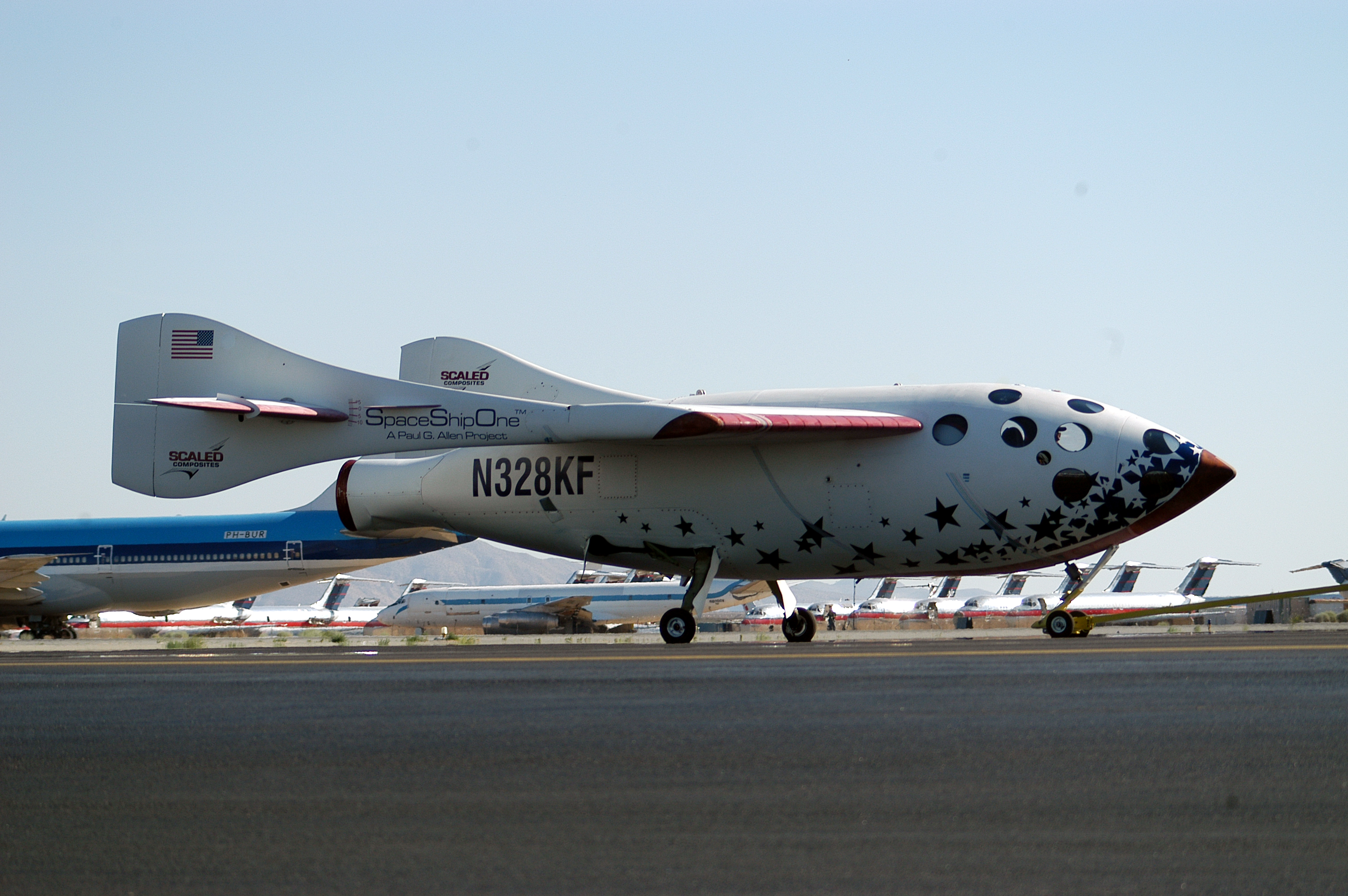
SpaceShip One

WhiteKnightTwo nosné letounyVirgin MotherShips
1. VMS Eve[3]
2. VMS Spirit of Steve Fossett[4][5][6]

SpaceShipTwo suborbitální kosmické loděVirgin SpaceShips
1. VSS Enterprise[7]
2. VSS Unity (dříve VSS Voyager)[8][9]
3. dosud neoznámeno jméno
4. dosud neoznámeno jméno
5. dosud neoznámeno jméno

## Konkurence
Je hodně jiných společností aktivně pracujících na komerčních suborbitálních letech do vesmíru. Nejznámější konkurenti Virgin Galactic jsou Rocketplane Limited, Space Adventures, SpaceX, Blue Origin a Armadillo Aerospace.

## Prodej letenek
Prvních 100 pasažérů za své letenky zaplatilo sumu 200 000 USD, především za určitou prestiž být mezi prvními soukromými vesmírnými turisty (mezi nimi jsou např. sám Richard Branson, fyzik Stephen Hawking, režisér Bryan Singer, Paris Hilton či čtyři Češi a Slováci). Po prodeji prvního tisíce letenek by cena měla klesnout na přibližně 20 000 USD. V srpnu 2021 však cena letenky naopak vzrostla na 450 000 USD . V současnosti je možné si letenku rezervovat přes internet či v síti autorizovaných prodejců – k nim by měla od roku 2007 patřit i osm evropských firem, mezi nimi i jedna česká.

## Let VSS Unity 22
11. července 2021 vynesla VMS Eve (typ WhiteKnightTwo; piloti Frederick Sturckow a Kelly Latimer) do výšky 15 km loď VSS Unity 22 (typ SpaceShipTwo; pilot Dave Mackay, kopilot Michael Masucci, pasažéři Richard Branson, Beth Moses, Colin Bennett a Sirisha Bandla), která po bezmála 3 minutách stoupání dosáhla výšky 86 km.